# Лудвиг (Липе-Вайсенфелд)
Лудвиг фон Липе-Вайсенфелд (на немски: Ludwig Graf zur Lippe-Biesterfeld-Weißenfeld) от линията Липе-Бистерфелд на фамилията Липе е граф и господар на Липе-Вайсенфелд.

## Биография
Роден е на 14 юли 1781 година в Заслебен при Калау, Бранденбург. Той е най-малкият син на граф Фридрих Йохан Лудвиг фон Липе-Вайсенфелд (1737 – 1791) и втората му съпруга баронеса/фрайин Вилхелмина фон Хоентал (1748 – 1789), дъщеря на граф Петер фон Хоентал (1726 – 1794) и Доротея Елизабет фон Хезелер. Брат е на Кристиан (1777 – 1859) и по-малък полубрат на Фердинанд (1772 – 1846).
Лудвиг фон Липе-Вайсенфелд умира на 8 юли 1860 година в Зее при Ниски на 78-годишна възраст.

## Фамилия
Лудвиг фон Липе-Вайсенфелд се жени на 24 юни 1811 г. в Тайхниц за графиня Елеонора Августа фон Хоентал (* 16 август 1795, Дрезден; † 31 октомври 1856, Зее при Ниски); дъщеря на граф Петер Карл Вилхелм фон Хоентал-Кьонигсбрюк-Щедтелн (1754 – 1825), курфюрстки саксонски конференц-министър, и графиня Кристиана София фон Хоентал-Вацдорф (1759 – 1759) Те имат дванадесет деца:
- Адолф (* 11 май 1812, Зее; † 23 януари 1888, Филаделфия), американски лекар по хомеопатия, женен I. (морг.) на 24 септември 1839 г. за Тереза Айхорн (* 12 май 1815), II. (морг.) на 4 юни 1860 г. във Филаделфия за Луиза Августина д’Арци († 19 декември 1890, Филаделфия)
- Паулина (* 26 август 1813, Зее; † 25 май 1890, Дрезден), омъжена на 12 април 1837 г. в Зее при Ниски за Ернст фон Кленгел (* 7 ноември 1798; † 29 февруари 1868, Дрезден)
- Леополд (* 19 март 1815, Зее при Низки; † 8 декември 1889, Берлин), пруски министър на правосъдието 1862 г.
- Тереза (* 23 юли 1816, Зее; † 7 януари 1837, Зее)
- Ото (* 3 май 1818, Зее; † 17 февруари 1893, Кюпер)
- Антон (* 29 декември 1819, Зее; † 2 ноември 1841, Бойтен)
- Матилда (* 31 юли 1821, Зее; † 24 юли 1836, Зее)
- Луиза (* 11 март 1823, Зее; † 18 юни 1823, Зее)
- Ернст (* 21 февруари 1825, Зее; † 27 юли 1909, Берлин)
- Роберт (* 30 март 1826, Зее; † 15 декември 1859, Зее)
- София (* 21 септември 1827, Зее; † 30 април 1893, Гьорлиц), омъжена на 10 ноември 1852 г. в Берлин за Деодат де Суза граф фон Ориола (* 14 юни 1820, Берлин; † 1 март 1873, Берлин)
- Йохана (* 6 декември 1828, Зее; † 2 април 1862, Кентхен), омъжена на 20 май 1856 г. в Зее за фрайхер Густав фон Цедлиц-Лайпе (* 18 януари 1824, Бреслау; † 2 декември 1914, Кентхен)